# Monodelphis sorex
Monodelphis sorex e вид опосум от семейство Didelphidae.

## Географско разпространение
Обитава територия обхващаща югоизточните части на Бразилия в щатите от Минаш Жерайш до Рио Гранде до Сул, югоизточната част на Парагвай провинция Мисионес, Аржентина. Местообитанията му включват влажни крайбрежни атлантически гори.

## Хранене
Представителите на вида консумират насекоми и малки гръбначни.